# ニューブロック
ニューブロック（NEWBLOCK）は、日本の玩具会社学研ステイフルが発売しているブロー成型したプラスチック製の組み立てブロックである。

## 概要
ニューブロックは学習研究社（持株会社制に移行し、現在は学研ホールディングスに社名変更。）が保育用品として、幼稚園・保育園向けに販売していた「モノブロック」を一般家庭向け商品として販売開始したブロックである。
当時は、「ユニブロック」という名称で発売されていたが、さらに別の形のブロックパーツが加わり、現在のニューブロックという名称になった。

## 特徴
「＃（井桁）」の形のブロックパーツがよく知られている。煉瓦の積み重なる構造からヒントを得たという形が特徴的。縦横ななめ、どの方向にも自在につなぐことができるように様々な形のブロックパーツをそろえている。ブロックパーツは空気を入れて膨らませたブロー成型で、ある程度の大きさと軽さ、素材に柔らかさをもっているのも特徴的。

## 種類
基本セットシリーズ、テーマセットシリーズ、ボトルシリーズ、バッグシリーズ、補充パーツシリーズなど、数々のアイテムを発売している。ブロックパーツの種類はタイヤや動物などのテーマ系ブロックパーツを含めて70種類以上。カラーバリエーションも豊富で10色以上。どのシリーズも、ブロックパーツの接合部分のサイズは、発売当時から変わっておらず、接合可能となっている。

## 遊び方
ブロックパーツ同士をつないだり、積み上げたり、並べたりと組み合わせは自由自在。作品例を紹介した取扱説明書入り（ただし、補充パーツシリーズには入っていない）。
近年では、学研ステイフルホームページ上で、「ニューブロック作品コンテスト（君もめざせ！ニューブロックマイスター！）」や「ニューブロック作品発表会（大好きニューブロック!!）」といった作品投稿キャンペーンを行っており、ニューブロックユーザーの作品を見ることができる。